# Julian Jenner
Julian Jenner est un footballeur néerlandais, né le 28 février 1984 à Delft aux Pays-Bas. Il évolue actuellement au Notts County FC comme attaquant.

## Palmarès

### En sélection
Pays-Bas espoirs
- EURO Espoirs
  - Vainqueur (1) : 2007